# Басен Калорис
Басен Калорис или Планитија Калорис је ударни кратер на Меркуру који има пречник од приблизно 1.350 km у простору. 
Басен Калорис је уједно и најтоплије место на Меркуру јер се на њему налази субсоларна тачка у време када је Меркур најближи Сунцу. Удар који је створио Калорис оставио је траг и на супротној страни планете: на месту где су се спојили ударни таласи налази се брдовит и врло набран терен. Планине које окружују овај кратер, високе су око ~2km